# Puslingen
 Puslingen  er en dværg, der er kompagnon til en anden skurk Fritz Farlig. Han er god til at skyde og på grund af sit makkerskab, er han fjende af Mickey Mouse.